# Reinhard Dahms
Reinhard Dahms (* 19. Mai 1944 in Putzig; † 1. Januar 1966 bei Bömenzien) war ein Todesopfer an der innerdeutschen Grenze.

## Leben
Reinhold Dahms war Maurer und lebte in Finowfurt. Im Mai 1965 wurde er zum Dienst bei den Grenztruppen einberufen. In der Silvesternacht 1965/66 war er zusammen mit einem Postenführer an der Grenze zur BRD eingesetzt. Nach Mitternacht schlug Dahms dem Postenführer vor, gemeinsam zu flüchten. Dieser ging zum Schein darauf ein, versuchte aber, über das Grenzmeldenetz seine Kompanie zu verständigen. Dahms riss ihm den Hörer aus der Hand, überwand einen Wassergraben und lief auf den letzten Grenzzaun zu, als der Postenführer zu schießen begann. Dahms wurde tödlich getroffen.